# Parodie musicale
 (février 2025).
Si vous disposez d'ouvrages ou d'articles de référence ou si vous connaissez des sites web de qualité traitant du thème abordé ici, merci de compléter l'article en donnant les références utiles à sa vérifiabilité et en les liant à la section « Notes et références ».
La parodie musicale consiste à reprendre une musique ou des paroles existantes (le plus souvent connues) et à les développer, ou simplement à copier le style particulier d'un compositeur ou d'un interprète ou bien, de manière générale, d'un genre musical. Bien qu'actuellement la parodie musicale soit souvent à vocation humoristique, le genre comprend en fait de très nombreuses réutilisations sérieuses de musique. La parodie musicale existe probablement depuis que la musique existe. Un des exemples les plus répandus est La Marseillaise, dont la musique a, semble-t-il, été reprise par Rouget de Lisle de l'oratorio Esther, composé en 1787 par le maître de musique de la cathédrale de Saint-Omer, Jean-Baptiste-Lucien Grisons. Le texte de ce qui est devenu plus tard l'hymne national est sans aucun lien avec le texte d'origine.

## Histoire
Le mot parodie vient du grec παρῳδία parôdia (de para, près ou contre et ôdos, chant). Actuellement, il y a souvent une volonté satirique mais ça n'a pas toujours été le cas, en particulier dans le domaine de la musique classique.
Au Moyen Âge puis pendant la Renaissance, un genre musical est apparu dans lequel des messes polyphoniques développaient des motets polyphoniques : un motet nourrissait ainsi la totalité des pièces de cette messe. C'est ce qu'on a appelé la messe-parodie.
Autre type de parodie : l’Oratorio de Noël, de Jean-Sébastien Bach, est en partie constituée de pièces composées antérieurement par lui-même et réutilisées avec un autre texte et dans une autre perspective : 17 numéros (sur les 64 que comportent l'œuvre) proviennent d'origines diverses (c'est-à-dire de ses cantates sacrées ou profanes), les cantates BWW 213, 214 et 215 notamment. C'est un exemple particulièrement sophistiqué de parodie musicale. 

En haut l'original BWV 213, au-dessous l'air n° 4 de l'oratorio de Noël.

En fait, beaucoup d'auteurs ont repris leurs propres œuvres, ainsi que des partitions préexistantes.
Aux XVe et XVIe siècles, un autre usage étaient que des messes polyphoniques développent des airs profanes traditionnels monodiques, traités en style de contrepoint. Inversement, la chanson populaire a utilisé de nombreux motifs mélodiques d'origine liturgique, repris avec des paroles et dans des circonstances profanes, manifestant encore une fois l'interpénétration des deux mondes. Dans les deux cas, les motifs musicaux d'origine ne sont pas toujours facilement identifiables par l'auditeur ou même par l'interprète. Par exemple, l'hymne liturgique de Pâques, O filii et filiæ, apparaît dans des chansons populaires où le rythme est devenu celui d'une danse, sans idée de caricature. L'auteur s'est simplement approprié un motif de plain-chant basé sur la joie de la résurrection.
Il en va un peu différemment du motif musical de la séquence (ou prose) Dies iræ, tirée de l'office des morts : on le trouve dans deux chansons du XVe siècle : Ay vist lou loup (bourrée auvergnate) ou J'ai vu le loup, le renard, le lièvre (ronde de Bourgogne). L'une et l'autre sont inspirées par l'idée de sabbat ou de Danse macabre. Le chanteur, qui raconte l'histoire, affirme avoir lui-même conduit la danse, dans la première chanson. Le détournement et l'humour seraient ainsi des moyens de déjouer l'angoisse : la sombre menace que le thème fait planer au-dessus des hommes n'existe évidemment plus lorsqu'on conduit soi-même la danse, puisqu'on est alors comme Satan, ou l'un de ses acolytes. Car, faute d'espérer en la grâce divine qui, « en sauvant, sauve gratuitement » (Qui salvandos salvas gratis), on fait du Dies iræ le thème de la damnation éternelle et de l'Enfer.
Au tout début de l'époque romantique en France (1830), Hector Berlioz s'appropriera, en l'adaptant, cette perception de la séquence des défunts. Au cœur du cinquième mouvement de sa Symphonie fantastique, sa parodie de la Prose des Morts confine au démoniaque : dans ce Songe d'une nuit de Sabbat, l’idée fixe (la mélodie représentant l'aimée) « se mêle à l’orgie diabolique... Glas funèbre, parodie burlesque du Dies iræ », écrit Berlioz dans le programme qui accompagne la partition.
La simple satire a occupé une place réelle, spécialement au XVIIIe siècle. C'est ainsi que dès 1715 puis en 1723 (mort de Louis XIV puis du régent Philippe d'Orléans), la Prose des morts (le Dies iræ) a été reprise dans deux chansons qui déplorent avec ironie la disparition de ces deux princes (Cy-gît cet illustre Bourbon, puis Cy-gît un prince intelligent). Du seul point de vue littéraire, ces deux vaudevilles (chansons urbaines) sont des parodies burlesques du genre de l'oraison funèbre. Le premier fait semblant de se lamenter sur la mort de Louis XIV. Les courtisans y sont encore plus malmenés que le roi lui-même. Le deuxième vaudeville regrette moins le régent que l'argent qu'il ne pourra plus jamais rembourser.
À leur tour, les compositeurs classiques ont souvent emprunté des airs populaires ou des airs à des confrères. Bach et ses contemporains étaient très amateurs de quodlibet (mot d'origine latine signifiant : « ce que l'on veut »). Dans ce genre musical, non satirique mais divertissant, l'auteur combine souvent plusieurs mélodies à la fois, en parvenant à les rendre compatibles entre elles.
Au début du XVIIIe siècle, les théâtres des foires de Saint-Germain et de Saint-Laurent, à Paris, font chanter par le public des airs connus tirés des répertoires savant ou populaire. Grâce à des panneaux, les acteurs substituent les paroles de leur pièce aux paroles d'origine. Ces « airs parodiés » sont à l'origine d'un genre musical nouveau qui deviendra l'opéra-comique. Cet usage était né de ce que l'Académie royale de musique, créée par Lully, avait obtenu puis conservé le monopole du théâtre chanté. Tout autre musicien, y compris Marc-Antoine Charpentier, était donc dans l'impossibilité de faire représenter une tragédie lyrique ou toute autre forme de théâtre musical, sur une scène importante.
En musique classique, on appelle aussi parodie la réécriture d'une œuvre d'un genre dans un autre : par exemple un motet transformé en une pièce instrumentale. Ainsi Girolamo Cavazzoni, Antonio de Cabezón, et Alonso Mudarra reprirent des motets de Josquin des Prés. Victoria, Palestrina, Lassus. D'autres compositeurs du XVIe siècle utilisèrent cette technique. Les reprises nombreuses et variées de La Guerre, ou La Bataille de Marignan, œuvre profane de Clément Janequin en constituent l'exemple le plus connu.

## Parodies humoristiques dans la chanson
- L'imitateur Laurent Gerra avec La cabane au fond du jardin pastiche le style de Francis Cabrel et avec Si tu m'quitterais il parodie Patrick Bruel.
- Les Inconnus ont parodié des groupes et chanteurs (Florent Brunel : Florent Pagny[3] et Patrick Bruel, Indochine et Partenaire particulier pour Isabelle a les yeux bleus, etc.).
- Le chanteur Renaud avec Ma chanson leur a pas plu, exercice de style dans lequel chaque couplet est écrit à la manière de l'un de ses confrères (Bernard Lavilliers, Jean-Patrick Capdevielle, Jean-Jacques Goldman, Francis Cabrel…).
- La chanteuse Anaïs avec Même si la vie c'pas du foie gras (Linda Molay) qui parodie le style de Lynda Lemay.
- Le groupe Fatals Picards, avec Monter le pantalon, parodient Tomber la chemise de Zebda.
- Max le Fou, spécialisé dans les parodies traitant des Mangas/Animes et des jeux vidéo inspiré de Weird Al Yankovic[4]

En France, on peut citer le groupe les Charlots puis l'animateur radio Cauet, Festival Roblès suivi du 6/9 (animateurs du morning d'NRJ), le groupe Les Bidochons, etc.
Certains font aussi des parodies occasionnellement, par exemple Guy Bedos (parodie de L'été Indien devenu Le Tube de l'Hiver), Le Bébête show (parodie de Felicità en 1983 devenue La politica, avec comme paroles C'est Fabius aux finances, Mauroy en vacances, La politica...), Karl Zéro (karaokés), Les Guignols de l'info (par exemple We Are the World devenue We fuck the world), ou Michaël Youn (qui parodie les rappeurs avec son personnage de Fatal Bazooka).
Les imitateurs sont coutumiers du genre ; Thierry Le Luron a ainsi chanté notamment :
- L'emmerdant c'est la rose (détournement de l’Important, c'est la rose, de Gilbert Bécaud)
- Le ministère patraque de Jacques Chaban-Delmas (détournement de Je n'suis pas bien portant, de Gaston Ouvrard)
- Souvenirs attention danger (chanson sur Jean-Marie Le Pen - détournement d'une chanson de Serge Lama)
- Les gros mots (détournement de Les petits mots, de Dalida)
- Chez les Fafa (chanson sur Laurent Fabius - détournement de Ces gens-là, de Jacques Brel)
- Chi Chi Valentino (détournement de Gigi l'amoroso, de Dalida)

Voir aussi : Liste des chansons parodiques de Thierry Le Luron
Laurent Gerra a chanté :
- Bêêle (Belle de Notre-Dame de Paris, interprétée par le trio Garou, Lavoie et Fiori.)
- Et Johnny Aussi / Ribéry… Aussi (Félicie Aussi de Fernandel)
- Football Gagnant (Mistral gagnant de Renaud)
- L'an Deux Mille Va Rien Changer (La Vérité de Guy Béart)
- La Zigounette (La Chansonnette d'Yves Montand)
- Les Gros Blaireaux (Les Gros Colons de Lynda Lemay)
- Mauvaise Nouvelle (Bonne Nouvelle de Francis Cabrel)
- Mister Miller (Miss Maggie de Renaud)
- Mon Amant de Saint-gland (Mon amant de Saint-Jean, repris par Patrick Bruel)
- Washington-Bagdad (Manhattan-Kaboul de Renaud et Axelle Red)

Confessions nocturnes de Diam's (ft. Vitaa) a été parodié par Fatal Bazooka (alias Michaël Youn) (ft. Vitoo alias Pascal Obispo) - Mauvaise Foi Nocturne.
Julien Cazarre est un humoriste français qui a parodié bon nombre de chansons françaises comme internationales avec comme seul sujet d'écriture le football pour l'émission de Radio After Foot sur RMC.
Weird Al Yankovic est un parodiste américain très connu dans son pays, avec des parodies comme « Fat » (Bad de Michael Jackson), « Amish Paradise » (Gangsta's Paradise de Coolio) ou « Smells like Nirvana »(Smells Like Teen Spirit de Nirvana)...
Otto von Rhinau produit de la musique contemporaine électro-acoustique parodique.
La publicité détourne elle aussi parfois les paroles de chansons (par exemple pour les steaks hachés Bigard, pour William Saurin ou pour la lessive Xtra).
La Ferme Célébrités parodie Dragostea din tei en "Le poulailler".